# X-Raided
X-Raided (född Anerae Brown, 30 juli 1974) är en amerikansk rappare från Sacramento, Kalifornien. Kort efter att han släppte sitt första album, Psycho Active, åtalades han för mord och dömdes till fängelse. Albumets våldsamma texter åberopades bland annat som bevis under rättegången. X-Raided spelade in sitt andra album, Xorcist, över telefon. Sedan följde Unforgiven och Initiation kom ut 2001.

## Diskografi
- Niggaz in Black (EP) (1991)
- Psycho Active (1992)
- Xorcist (1995)
- The Unforgiven Vol. I (1999)
- Speak of the Devil (2000) (under artistnamnet Nefarious)
- Vengeance Is Mine (2000)
- The Initiation (2001)
- X-Ology: The Best of X-Raided (Kompilering) (2001)
- And He Shall Appear (2001)
- Deadly Game (2002)
- These Walls Can Talk (2002)
- City Of Kings: The Sac-A-Indo Project [med Kingpen] (2002)
- The X-Filez: Vol. 1: 24 Golden Blocc Classics (Kompilering) (2003)
- The X-Filez: Vol. 2: Unforgiven Wit a Vengeance (Kompilering) (2004)
- The X-Filez: Vol. 3: The Madman Era (Kompilering) (2005)
- Ignition [with Loki] (2007)
- The Unforgiven Vol. 2: Assisted Suicide (2009)
- The Eternally Unforgiven Project (EP) (2009)
- Bloc Bizniz [with Bloc Star] (2010)
- The Unforgiven Vol. 2.5: Assisted Suicide [Collector's Edition] (2010)
- Unforgiven Vol. 3: Vindication (2011)
- Sacramentally Disturbed (2012)
- Sacrifice Mixtape (2012)
- Psychoactive 2 (2014)
- Psychotic Activity (2014)
- A Gun With a Body in It (EP) [med Smigg Dirtee] (2015)
- Aneraé VeShaughn – The Execution Of X-Raided (2018)
- California Dreamin (2019)
- There Will Be a Storm (2020)
- Family Matters [med Luni Coleone] (2021)
- A Prayer in Hell (2023)

### Gästframträdanden
- Brotha Lynch Hung - Season of da Siccness (1995) - gästsång på "Return of da Baby"
- Assassin - Armed-n-Dangerouz (1998) - gästsång på "Liquor, Niggas 'n Triggas" [med Brotha Lynch Hung]
- Sicx & Brotha Lynch Hung - Nigga Deep: The First Recordings (1998) - gästsång på "For the Funk of It"
- C-Bo - Til' My Casket Drops (1998) -  gästsång på "Deadly Game"
- Smoov-E - Self-titled album (1999) -  gästsång på "Decapitation"
- U.T.G. - Unda Tha Gun (1999) -  gästsång på "Outro Bonus Cut - Tha Evil That Men Do" [med C-Bo]
- G-Idez - Lyrical Angel Dust (1999) - gästsång på "Rule of all Evil" [med H.K. och Swoop Dog]
- Smoov-E - Keep Your Hand Out My Pocket (2000) -  gästsång på "100% Pure"
- Devious - Self-titled album (2000) - gästsång på "It's On" [med Mad Dog]
- C-Lim - What Dat 'N' Like (2000) -  gästsång på "Bring Da Pain" [med de 24th Street Menace]
- Luni Coleone - In the Mouth of Madness (2001) - gästsång på "Family"
- Young Droop - Bootlegz & Collectionz (2001) - gästsång på "Hellraizer" [med Maniac]
- Big Hollis - Knocks 2001 (2001) - gästsång på "Game Official" [med Kingpen]
- Ballin' A$$ Dame - Get Rich Quick Schemes (2001) - gästsång på "All Bout' da Papers" [med Luni Corleone]
- Bukshot - They Still Don't Love Me (2002) - gästsång på "The Virus" [med Brotha Lynch Hung och First Degree the D.E.]
- Luni Coleone - Lunicoleone.com (2002) - gästsång på "West Was Won (Remix)"
- Yun-Gun - 16 Shots Bloc 2 Bloc (2002) - gästsång på "Bring the Pain" [med Dub]
- Gangsta 190 - Ear Candy (2002) - gästsång på "No Fear"
- Young Droop - Lethal Weaponz (2002) -  gästsång på "Hoggin' & Doggin' by Decoy [med Brotha Lynch Hung och Kaoz The Assassin]
- H-Wood - Hip Hop Studios Vol. 2 (2003) - gästsång på "Nobody Move (Remix)" [med Savior]
- Skitz - Block Burners (2004) -  gästsång på "Root of all Evil"
- Various Artists - Lyrical Octane: Tha Gas Effect (2005) - gästsång på "Regardless" [med T-Nutty och NoLove]
- Yun-Gun - The Good Die Yung (2005) - gästsång på "Good Die Yung"
- Lil Coner - Balled Out 'Hard Hood Classics' (2005) - gästsång på "Bonus Track 2"
- Gramm Kracker - Certified Snitchez (2005) - gästsång på "Sydewayz"
- C-Lim - Starwars: The Npire Strikes Bacc (2005) -  gästsång på "Off the Deep End" [med Kingpen]
- Yun-Gun & Fury - Cali Crookz (2006) -  gästsång på "Aim for the Heart"
- Sav Sicc & Bleezo - Twin Evil (2007) -  gästsång på "Skit"
- Copper Loc - Ghetto Anthems (2007) - gästsång på "Keep Your Head Up Loc" [med Half-Breed Loc]
- Gramm Kracker - Tha Exorcist (2007) - gästsång på "Fucc Em All"
- Gramm Kracker - Boss Status (2010) - gästsång på "Blocc Burnaz"
- Crazy J - The Demonkilla Volume One (2010) - gästsång på "Murk Music"
- Mr. Dizz - Devilish (2010) - gästsång på "Life's a Bitch" [med Slim Loc 1]
- Hollow Tip & Smigg Dirtee - Cocaine Cowboys (2011) -  gästsång på "Bet on That"
- The Jacka of The Mob Fingaz - The Indictment (2011) -  gästsång på "Murder on my Mind" [with Smigg Dirtee]
- Prezident Bejda of Murder Dog - Underground Society - Fuck Tha Illuminati (Global Death Tape) (2011) - gästsång på "X-Raided Speaks"
- DMB - BK: Da G-Funk Album (2012) - gästsång på "Can U Buy That?! BK RMX" [med C.O.]
- Mars - Zodiac (2012) -  gästsång på "My Victim"
- G-Macc - The Opera / Angels & Demons (2012) -  gästsång på "Red Wallz" [med Skari]
- L.A.M.B. - Violence of Tha Lambz (2014) -  gästsång på "Evil (Makes My Dick Grow)"
- Sean T - Rogue Call (2019) -  gästsång på "Follow Thru"
- Kung Fu Vampire - Come Dawn (2019) -  gästsång på "My Turn"
- Lil Sicx - Hellz Angel (2019) -  gästsång på "Snakes in the Grass" [med Fatkao 396]
- Trizz - Black Suburban Music (2020) -  gästsång på "Nothin' To Lose" [med Brotha Lynch Hung]
- Henchmen - A Nightmare of World Carnage (2020) -  gästsång på "Open The Book Chapter 2 Verse 22" och "Look Into My Eyes" [med Lil Sicx]
- Swisher Sleep - Chessboard (2021) -  gästsång på "Husla"
- Tech N9ne - Asin9ne (2021) -  gästsång på "Still Right Here" [with Garrett Raff and Simeon Taylor]
- King Iso - Get Well Soon (2022) -  gästsång på "Big Farm A" [med C-Mob]
- Joey Cool - The Chairman of the Board (2022) -  gästsång på "Iceberg" och "We Got 'Em Now"
- King Iso - 8 P.M. Med Call (2022) -  gästsång på "R.A.P" (Really Am Psycho) [med Tech N9ne]
- Kurupt, C-Mob, Gotti Mob - Don't Be Stupid (2022) -  gästsång på "Often"
- John Keenan - Mind of a Madman II (2023) -  gästsång på "Scarecrows"
- Hu$h - SKUNKWORKS (2023) -  gästsång på "Dulli" [with Tech N9ne]
- Tech N9ne - Bliss (2023) -  gästsång på "Knock" [med Conway the Machine och Joyner Lucas]
- Joey Cool - Enjoy The View (2023) -  gästsång på "It's Rare (Intro)" och "Peanut Butter Jealous"
- King Iso - iLLdren (2023) -  gästsång på "CPS"
- Tech N9ne Presents Nnutthowze - Siqnaling the Siqly (2023) - gästsång på "Wanna See Me Fall"